# أوسياس
أوسياس ريس دوس سانتوس (بالبرتغالية: Oséas Reis dos Santos) ، من مواليد 14 مايو 1971م وذلك في بلدة سالفادور، باهيا بالبرازيل ، وهو لاعب كرة قدم برازيلي سابق ، لعب في الدوري البرازيلي واحترف في الدوري الياباني.

## سجلات اللاعب
| فترة النادي          | فترة النادي     | فترة النادي                   | الدوري | الدوري  | الكأس          | الكأس          | كأس الدوري          | كأس الدوري          | المجموع | المجموع |
| الموسم               | النادي          | الدوري                        | الظهور | الأهداف | الظهور         | الأهداف        | الظهور              | الأهداف             | الظهور  | الأهداف |
| البرازيل             | البرازيل        | البرازيل                      | الدوري | الدوري  | كأس البرازيل   | كأس البرازيل   | كأس الدوري          | كأس الدوري          | المجموع | المجموع |
| -------------------- | --------------- | ----------------------------- | ------ | ------- | -------------- | -------------- | ------------------- | ------------------- | ------- | ------- |
| نادي اتلتيكو بارانيس | درجة أولى       | 19                            | 12     |         |                |                |                     | 19                  | 12      |         |
| 1997                 | بالميراس        | درجة أولى                     | 23     | 11      |                |                |                     |                     | 23      | 11      |
| 1998                 | بالميراس        | درجة أولى                     | 23     | 12      |                |                |                     |                     | 23      | 12      |
| 1999                 | بالميراس        | درجة أولى                     | 16     | 1       |                |                |                     |                     | 16      | 1       |
| 2000                 | كروزيرو         | درجة أولى                     | 22     | 11      |                |                |                     |                     | 22      | 11      |
| 2001                 | كروزيرو         | درجة أولى                     | 20     | 4       |                |                |                     |                     | 20      | 4       |
| 2002                 | سانتوس          | درجة أولى                     | 0      | 0       |                |                |                     |                     | 0       | 0       |
| اليابان              | اليابان         | اليابان                       | الدوري | الدوري  | كأس الإمبراطور | كأس الإمبراطور | كأس الدوري الياباني | كأس الدوري الياباني | المجموع | المجموع |
| 2002                 | فيسيل كوبه      | الدوري الياباني للدرجة الأولى | 15     | 6       | 1              | 1              | 0                   | 0                   | 16      | 7       |
| 2003                 | فيسيل كوبه      | الدوري الياباني للدرجة الأولى | 29     | 13      | 0              | 0              | 5                   | 4                   | 34      | 17      |
| البرازيل             | البرازيل        | البرازيل                      | الدوري | الدوري  | كأس البرازيل   | كأس البرازيل   | كأس الدوري          | كأس الدوري          | المجموع | المجموع |
| 2004                 | انترناسيونال    | درجة أولى                     | 8      | 0       |                |                |                     |                     | 8       | 0       |
| اليابان              | اليابان         | اليابان                       | الدوري | الدوري  | كأس الإمبراطور | كأس الإمبراطور | كأس الدوري الياباني | كأس الدوري الياباني | المجموع | المجموع |
| 2004                 | ألبيركس نييغاتا | الدوري الياباني للدرجة الأولى | 12     | 4       | 0              | 0              | 0                   | 0                   | 12      | 4       |
| البرازيل             | البرازيل        | البرازيل                      | الدوري | الدوري  | كأس البرازيل   | كأس البرازيل   | كأس الدوري          | كأس الدوري          | المجموع | المجموع |
| 2005                 | برازيليا        | درجة أولى                     | 19     | 4       |                |                |                     |                     | 19      | 4       |
| البلد                | البرازيل        | البرازيل                      | 150    | 55      |                |                |                     |                     | 150     | 55      |
| البلد                | اليابان         | اليابان                       | 56     | 23      | 1              | 1              | 5                   | 4                   | 62      | 28      |
| المجموع              | المجموع         | المجموع                       | 206    | 78      | 1              | 1              | 5                   | 4                   | 212     | 83      |

## مشاركاته مع المنتخب البرازيل
| المنتخب البرازيلي | المنتخب البرازيلي | المنتخب البرازيلي |
| السنة             | الظهور            | الأهداف           |
| ----------------- | ----------------- | ----------------- |
| 1996              | 2                 | 0                 |
| المجموع           | 2                 | 0                 |

## انجازاته
حصوله على بطولة كوبا ليبرتودوس عام 1999م.

## وصلة خارجية
- أوسياس على موقع رابطة كرة القدم اليابانية للمحترفين (اليابانية)
- أوسياس على موقع قاعدة بيانات كرة القدم.إي يو (الإنجليزية)
- أوسياس على موقع ناشيونال فوتبول تيمز (الإنجليزية)
- أوسياس على موقع Soccerway.com (الإنجليزية)
- أوسياس على موقع عالم كرة القدم.نت (الإنجليزية)

1. ↑  "معلومات عن أوسياس على موقع national-football-teams.com". national-football-teams.com. مؤرشف من الأصل في 2020-03-13.
2. ↑  "معلومات عن أوسياس على موقع data.j-league.or.jp". data.j-league.or.jp. مؤرشف من الأصل في 2019-12-09.
3. ↑  "معلومات عن أوسياس على موقع transfermarkt.com". transfermarkt.com. مؤرشف من الأصل في 2020-03-31.

- المعلومات عن هذا اللاعب في موقع سامبافوت[وصلة مكسورة]